# Бернальда
Бернальда (італ. Bernalda) — муніципалітет в Італії, у регіоні Базиліката, провінція Матера.
Бернальда розташована на відстані близько 390 км на південний схід від Рима, 80 км на схід від Потенци, 29 км на південь від Матери.
Населення — 12 505 осіб (2014).
Щорічний фестиваль відбувається 20 травня,23 серпня. Покровитель — San Bernardino da Siena.

## Демографія
Населення за роками:

Станом на 1 січня 2023 року в муніципалітеті офіційно проживали 1062 іноземці з 49 країн, серед них 361 громадянин країн Євросоюзу та 10 громадян України.

## Клімат
| BERNALDA         | Місяці | Місяці | Місяці | Місяці | Місяці | Місяці | Місяці | Місяці | Місяці | Місяці | Місяці | Місяці | Пора | Пора | Пора | Пора | Рік  |
| BERNALDA         | Січ    | Лют    | Бер    | Кві    | Тра    | Чер    | Лип    | Сер    | Вер    | Жов    | Лис    | Гру    | Зим  | Вес  | Літ  | Осі  | Рік  |
| ---------------- | ------ | ------ | ------ | ------ | ------ | ------ | ------ | ------ | ------ | ------ | ------ | ------ | ---- | ---- | ---- | ---- | ---- |
| Темп. макс. (°C) | 12.3   | 13.5   | 16.3   | 19.6   | 24.1   | 29.0   | 32.5   | 33.0   | 29.0   | 23.1   | 17.8   | 14.3   | 13.4 | 20   | 31.5 | 23.3 | 22   |
| Темп. мін. (°C)  | 3.3    | 3.6    | 5.8    | 7.6    | 11.8   | 16.2   | 18.9   | 18.9   | 16.8   | 12.6   | 9.1    | 4.8    | 3.9  | 8.4  | 18   | 12.8 | 10.8 |

## Сусідні муніципалітети
- Джиноза
- Монтескальйозо
- Пістіччі